# Canard

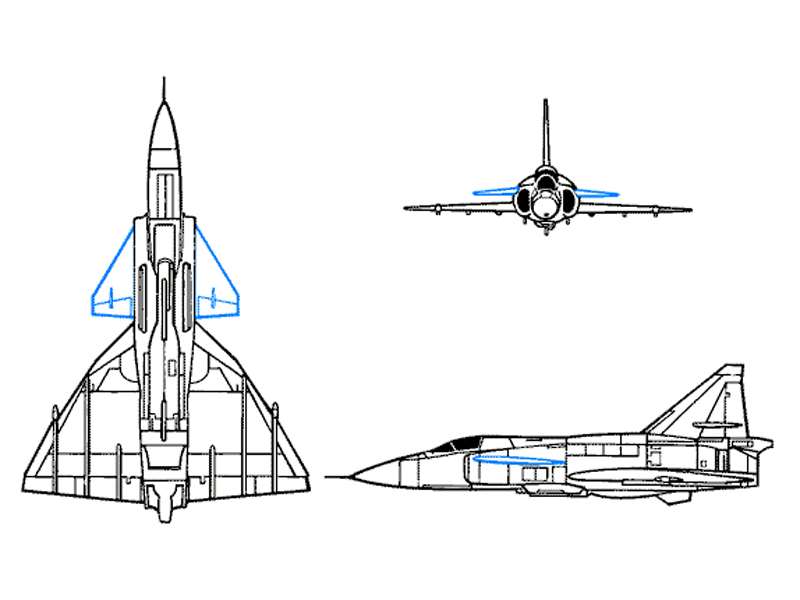
Canardurile (albastru) unui avion Saab Viggen.

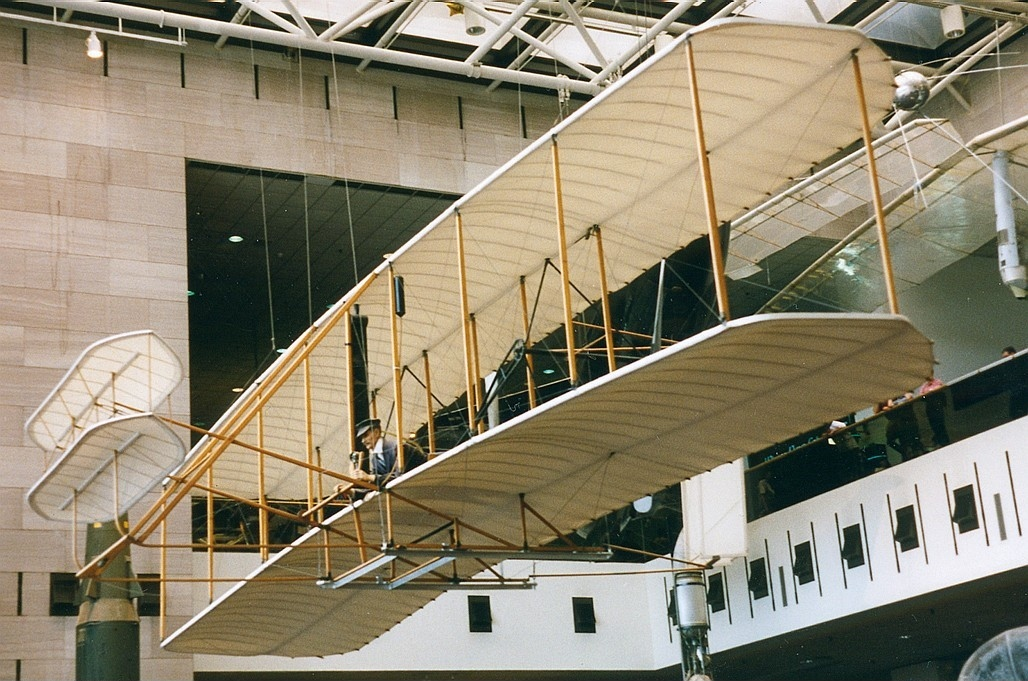
Biplanul fraților Wright

Canard, aripioare canard sau tip „rață”, sunt avioanele și planoarele la care ampenajul orizontal este situat în fața aripii. Trebuie să se facă diferență între avioanele de tip canard, în care controlul înălțimii se realizează exclusiv cu ampenajul orizontal poziționat în față și avioanele moderne de linie cât și avioanele militare de luptă, care au suprafețe de control auxiliare în plus față de ampenajul orizontal (stabilizatorul și profundorul) convențional.
Aceste avioane sunt în mare parte avioane cu aripă delta, iar aripioarele canard sunt utilizate în principal pentru manevre de zbor cu unghiuri extreme de incidență. Avionul sovietic Tupolev Tu-144 de exemplu, avea aripioare canard retractabile, care erau folosite pentru decolare, aterizare și zbor lent. 

## Etimologie
Denumirea de canard provine din cuvântul francez „rață” (în franceză canard), al cărui model de zbor este oarecum similar datorită poziției aripilor. În multe țări, termenul canard este adesea folosit pentru ampenajul în sine.

## Istoric

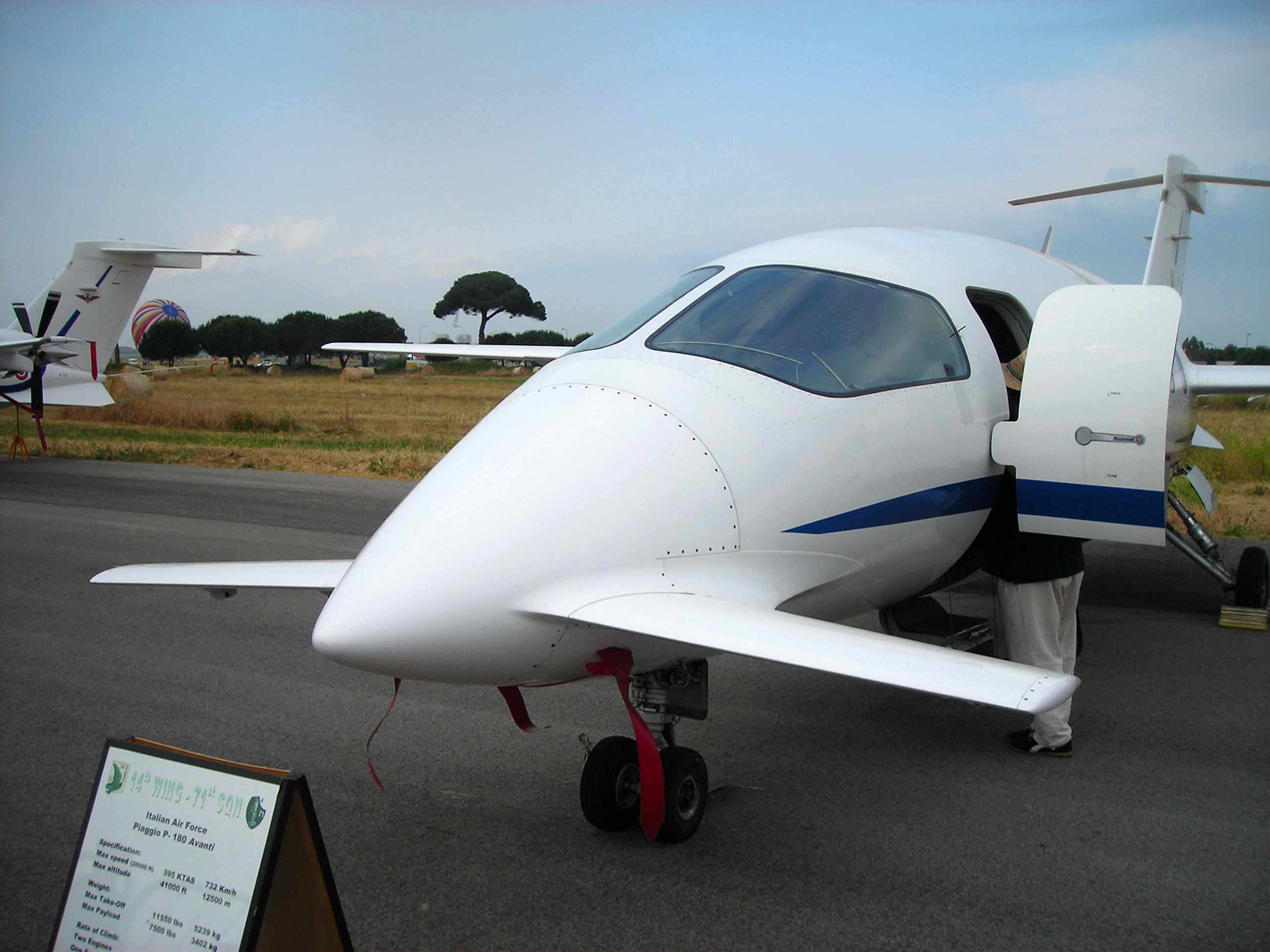
Aripioarele "canard" al unui avion Piaggio P180 Avanti

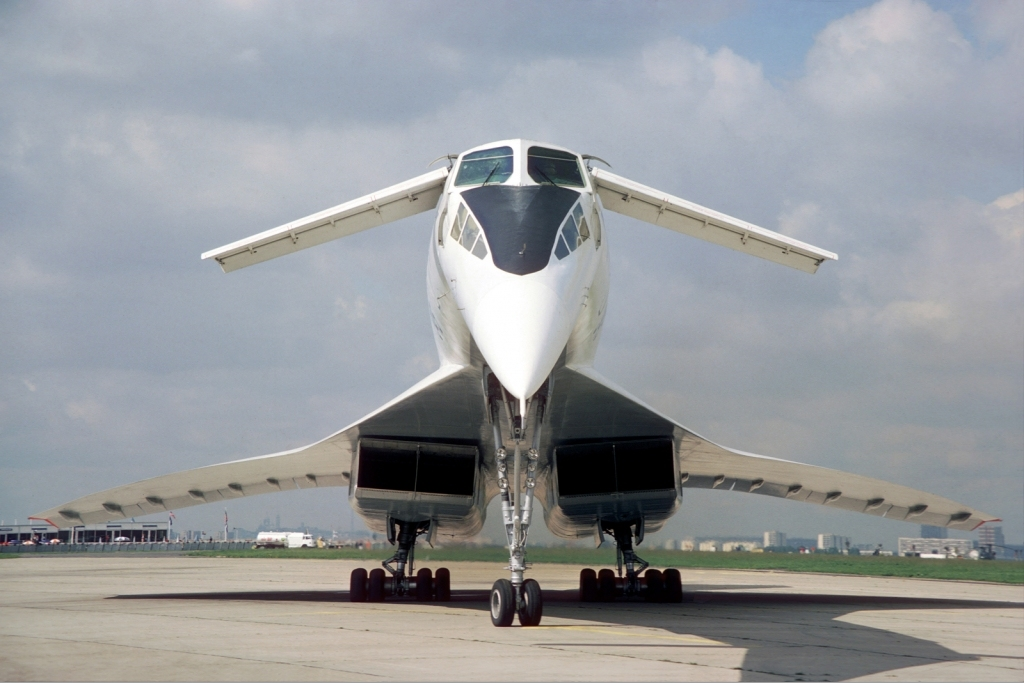
Tu-144 cu canardul scos și nasul coborât

Avionul Voyager construit de Burt Rutan

Ideea de bază a fost folosită pentru prima dată de frații Wright și, în deceniile următoare, a existat o preocupare constantă a proiectanților cu această temă, ceea ce se poate observa din faptul că s-au realizat numeroase performanțe record cu avioanele de tip „rață”. Pe de altă parte, nu a existat niciun succes comercial în aviația civilă. Până în prezent, nicio serie mare de avioane tip „rață” nu a fost introdusă pe piață. Cele mai multe dintre puținele avioane de afaceri Beechcraft Starship vândute au fost răscumpărate de producător, iar unele dintre ele au fost donate muzeelor.
În anul 1911, Henri Coandă a devenit directorul tehnic al Uzinelor de avioane și motoare pentru avion (British and Colonial Aeroplane Company) Bristol din Anglia. Aici, a realizat printre alte multe tipuri de avioane, avionul Bristol-Coandă Canard.
Constructorul de planoare român, inginer Radu Manicatide, a proiectat și construit în anul 1943 planorul experimental RM-10, care avea o formă originală, aripioare canard, iar la capetele aripii niște discuri având rolul de ampenaj vertical format dintr-o parte fixă (deriva) și una mobilă (direcția). Zborul inaugural a avut loc pe terenul de zbor din Sânpetru, Brașov, fiind încheiat cu succes și confirmând soluțiile constructive bune ale planorului.
Burt Rutan a ajutat la dezvoltarea avioanelor „rață” să câștige o anumită popularitate prin proiectele sale VariEze și LongEz.  Avionul experimental Rutan Voyager, proiectat de el, a făcut vâlvă deoarece a fost posibil pentru prima dată să se facă ocolul Pământului fără realimentare (1986).

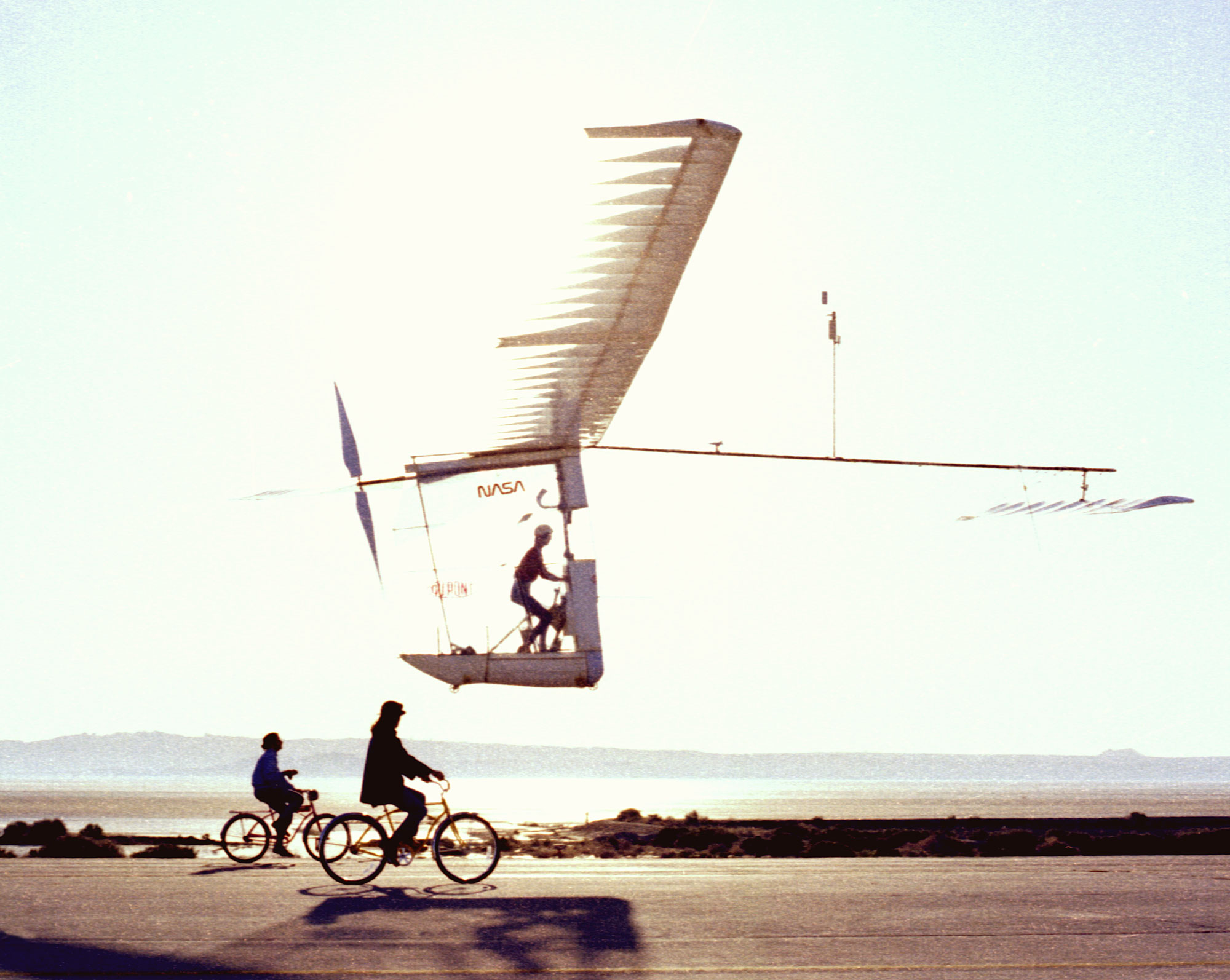
Gossamer Albatross în zbor

Echipa condusă de Paul MacCready a reușit prima traversare a Canalului Mânecii la data de 12 iunie 1979 în 2h 49minute, cu aparatul de zbor de tip „rață” Gossamer Albatros, între Folkestone și Cap Gris-Nez, pe distanța de 35,8 km, prin asta câștigând al 2-lea Premiu-Kremer. 
Avioanele de luptă moderne, cum ar fi Dassault Rafale sau Eurofighter, proiectate pentru a fi instabile aerodinamic, aripioarele canard sunt utilizate pentru a controla poziția de zbor în timpul manevrelor extreme dincolo de angajare (ruperea portanței).

## Funcționalitate
În timp ce la aeronavele convenționale, ampenajul orizontal trebuie să genereze o forță descendentă din motive de stabilitate longitudinală, la aeronavele canard generează portanță în toate condițiile de zbor. Același lucru este valabil și pentru aeronavele cu construcție aripă tandem, deși este dificil de diferențiat cu precizie între „tandem” și „rață”, de exemplu Scaled Composites Proteus⁠(en)[traduceți].